# Кашлик

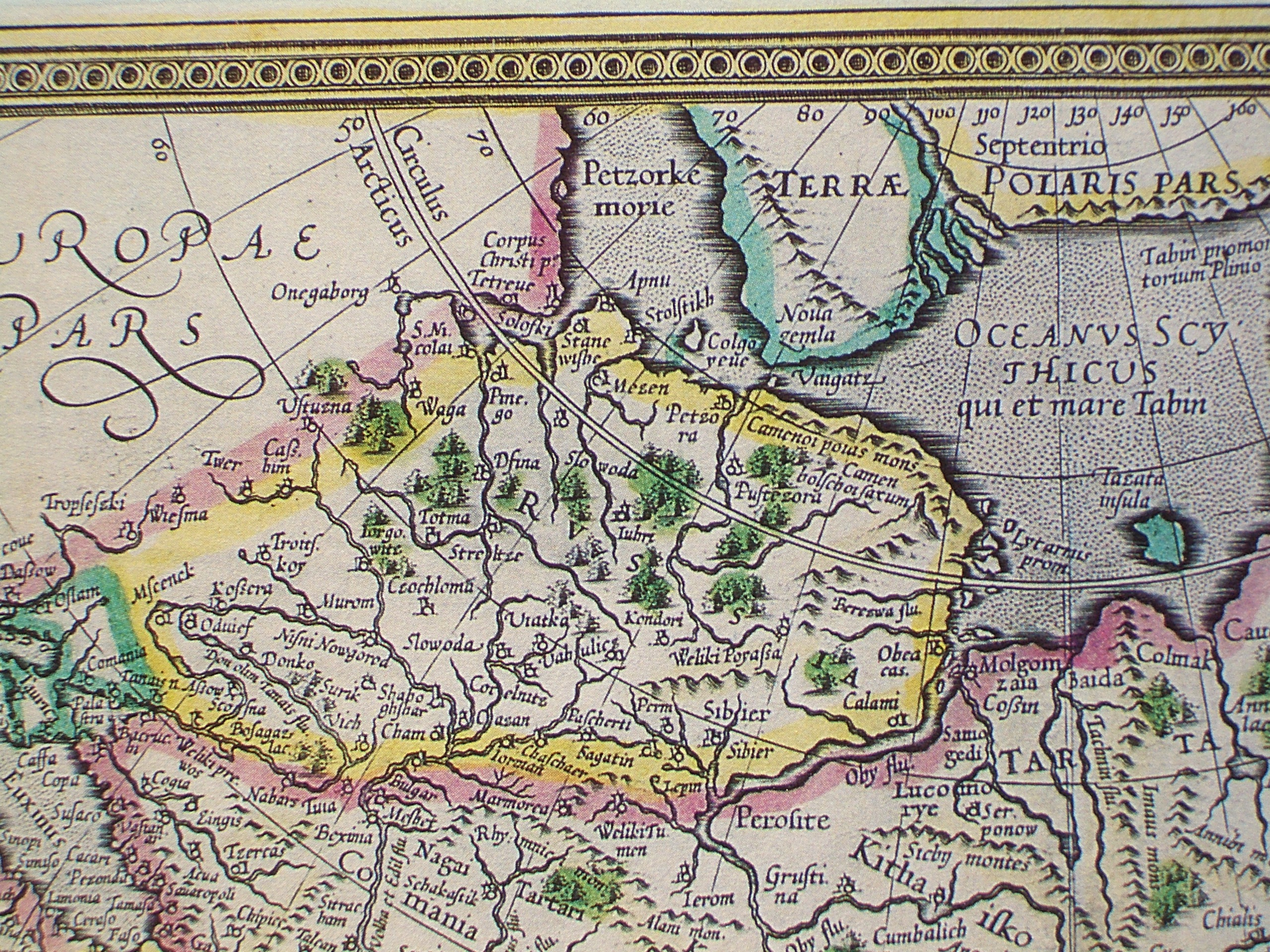
На карті Гергарда Меркатора, опублікованій в 1595 році, місто (і регіон) Sibier розташований на лівій притоці річки Об. Меркатор правильно розмістив Сибір близько 58 ° північної широти

Кашлик (Сибір, Сибір, Сібер, Ібер, Іскер) — місто, столиця Сибірського ханства. Існувало на правому березі Іртиша біля місця впадінні річки Сибірки, 17 км вище сучасного Тобольська. Нині пам'ятка археології «Кучумове городище».

## Історія міста
Місто Іскер виникло ще до монгольської навали. Територія міста, як і вся земля Сибіру, неодноразово була заселена різними племенами і народами, імовірно, починаючи з епохи бронзової доби (I тисяча років до нашої ери). Свого часу цю землю називали «Кашлик», а також «Сибір» — від назви стародавнього народу Сабірів, що колись заселяли територію Зауралля.
До початку XIII століття Іскер був уже значним поселенням. За повідомленнями джерел, в 1224 році серед інших володінь Чингісхан передав в улус Джучі також і «Ібірь-Сибір».
Іскер був столицею Сибірського ханства з кінця XV до початку XVI століття.
Марджані Шігабутдін стверджував, що в XIII столітті в Кашлику перебувала ставка Шиба, п'ятого сина Джучі і онука Чингісхана, засновника улусу Шиба й роду засновників Сибірського ханства Шібанідів.
Вперше місто згадують в 1367 році на карті братів Франциска і Домініка Піццигані, де воно є під назвою Sebur. Через 8 років під тією ж назвою вказано в Каталонському атласі.
У 1495 році Мухаммед Тайбуга (Махмет), розгромивши своїх супротивників Шібанідів, переніс столицю з Чинги-Тури до Кашлика. У 1563 році Шібаніди в особі хана Кучума повернули собі владу, але столиця залишилася в Кашлику.
26 жовтня 1582 року, після поразки сибірського війська в битві при Чуваському мисі, місто зайняв Єрмак Тимофійович. Напередодні заняття його жителі і сам хан Кучум спішно втекли в Ишимські степи. За переказами, козаки знайшли тут багату здобич. Після загибелі Єрмака в місті знову намагалася утвердитися династія тайбугінів в особі Сейд Ахмеда (Сейд Ахмат, Сейтек, Сейдяк), що знайшла підтримку в Казахського ханства. Але після полону в 1588 році в Тобольську Сейд Ахмеда і «царя Салтана» (казахського царевича Ураза-Мухаммеда) Кашлик запустів і став розвалюватися, почасти руйнувала річка Іртиш.
На початку XX століття місто являти собою купу цегли і каменів, порослих дерном і деревами.

## Походження назви
Етнічно змішаний склад населення Сибірського ханства відбився і на назві його столиці:
- Кашлик (тюрк.) — фортеця, укріплене поселення, родинно широко відомому терміну «кишлак». Мовою сибірських татар «Кишлик» означає «зимовий», «зимник».
- Искер (обсько-угорський.) — від йіс — «старий» і кер (кар) — «місто». Цей же корінь зустрічається в назвах Сиктивкар, Кудимкар. Варіант — від татарського «позові» або тюркського «Ескі» — старий, древній.
- Сибір (темного походження) — 1. На ім'я Сабіров, угорських міфологічних персонажів, від назв на кшталт Тяпар-вош («тяпарське містечко»), в значенні, близькому російському « Чудское городище», «занедбане поселення колишніх жителів місцевості». 2. Від монгольських слів Сібері — «чистий», «гарний» або Шібірь — «болото».